# Acanceh
Acanceh é um município do estado do Iucatã, no México. Conta com uma extensão territorial de 153,29 km². A população do município calculada no censo 2005 era de 14.312 habitantes.